# San Agustín Tlaxiaca
Esta página se refiere a una localidad. Para el municipio homónimo véase Municipio de San Agustín Tlaxiaca
San Agustín Tlaxiaca es una localidad mexicana, cabecera del municipio de San Agustín Tlaxiaca, en el estado de Hidalgo.

## Toponimia
La palabra Tlaxiaca, deriva de las raíces náhuatl; taxco, “juego de pelota”, en, “entre” y Cuahuitl, “Árbol”; tomando así la designación de  “Juego de pelota entre Árboles”.

## Historia
En lo que se refiere al origen de San Agustín Tlaxiaca, de la época prehispánica no se sabe nada, desconociéndose los motivos de haberse fundado en este lugar. Se sabe por datos referentes a esta parte del Valle del Mezquital y vestigios arqueológicos importantes encontrados, que dio paso y estancia de nuevos grupos nahoas. Aunque primero radicaron los otomies, luego influyeron sobre ello los toltecas a su paso hacia Tollantzingo y Tollan y más tarde los aztecas desplazaron su dominio desde el Valle de México hasta estos contornos.
Cabe mencionar que Ixcuinquitlapilco fue la comunidad de importancia dentro del municipio, ya que fue alcaldía mayor y República de Indios con gobernador adscrito a la Alcaldía mayor de Actopan. Entre los sucesos históricos más importantes del municipio de San Agustín Tlaxiaca, está el día en que el poblado se elevó a la categoría de cabecera municipal, el 16 de octubre de 1872.

## Geografía
Se encuentra en la región del Valle del Mezquital, le corresponden las coordenadas geográficas 20°6′ 56.379'” de latitud norte y 99°53′12.399″ de longitud oeste, con una altitud de 2358 m s. n. m. Cuenta con un clima semiseco semicálido; con respecto a la precipitación anual, el nivel promedio observado va de 570 a 770 mm, teniendo mayor precipitación durante los meses de septiembre y octubre y menor en diciembre, febrero, abril y mayo.
En cuanto a fisiografía se encuentra en la provincia del Eje Neovolcánico, en la subprovincia de Lagos y Volcanes de Anáhuac; su terreno es de Llanura y lomerío. En lo que respecta a la hidrografía se encuentra posicionado en la región del Pánuco, dentro de la cuenca del río Moctezuma, en la subcuenca del río Actopan.

## Demografía
De acuerdo con el Censo de Población y Vivienda 2020 del INEGI; la ciudad tiene una población de 12 328 habitantes, lo que representa el 31.70 % de la población municipal. De los cuales 5910 son hombres y 6418 son mujeres; con una relación de 92.08 hombres por 100 mujeres.
Las personas que hablan alguna lengua indígena, es de 88 personas, alrededor del 0.71 % de la población de la ciudad. En la ciudad hay 116 personas que se consideran afromexicanos o afrodescendientes, alrededor del 0.94 % de la población de la ciudad.
De acuerdo con datos del censo del INEGI 2020, unas 10 288 declaran practicar la religión católica; unas 889 personas declararon profesar una religión protestante o cristiano evangélico; 21 personas declararon otra religión; y unas 1126 personas que declararon no estar adscritas en una religión pero ser creyentes.
| Gráfica de evolución demográfica de San Agustín Tlaxiaca entre 1900 y 2020 |
|                                                                            |
| Población registrada por los censos y conteos del INEGI.                   |

## Cultura
Durante la fiesta patronal a San Agustín, se realiza la "subida" y "baja" de las cruces al cerro de La Providencia (también llamado "Cerro Grande" o "Cerro de las cruces"); donde los cuatro barrios de la localidad: Mexiquito, Casa Grande, Fresno y Huizache, "bajan" las cruces para ser adornadas y bendecidas, y al término de la fiesta las "suben" de vuelta.